# Syrnola wenzi
Syrnola wenzi is een slakkensoort uit de familie van de Pyramidellidae. De wetenschappelijke naam van de soort is voor het eerst geldig gepubliceerd in 1972 door Nordsieck.